# Aleardo Pini
Aleardo Pini (* 22. November 1907 in Biasca; † 27. Februar 1958 in Bern, heimatberechtigt in Biasca) war ein Schweizer Politiker (FDP).

## Biografie
Aleardo Pini kam am 22. November in Biasca als Sohn des Händlers Giuseppe Pini und der Lehrerin Caterina geborene Marcionn zur Welt. Aleardo Pini nahm ein Studium der Rechte in Bern und Lausanne, das er 1932 in Lausanne mit dem Erwerb des akademischen Grades eines Dr. iur. abschloss. In der Folge war Pini als Anwalt und Notar in Biasca tätig.
Aleardo Pini war verheiratet mit Carolina, der Tochter des Kaufmanns und ersten Schweizerischen Honorarkonsuls in Venezuela Massimo Balestra. Er war der Vater des Nationalrates Massimo Pini.

## Politische Laufbahn
Aleardo Pini engagierte sich zunächst im freisinnigen Jugendverband und stellte sich nach der Spaltung der Partei im Jahr 1934 auf die Seite der rechten Gruppierung, der sogenannte  Unificati. Anschliessend amtierte er auf kommunaler Ebene von 1940 bis 1944 als Gemeinderat sowie 1952 bis 1958 als Gemeindepräsident von Biasca. Dazu war Pini von 1931 bis 1958 auf kantonaler Ebene im Tessiner Grossrat, davon 1944 als Präsident. Darüber hinaus hatte Pini auf Bundesebene von 1942 bis 1958 Einsitz in den Nationalrat, dem er zwischen dem 4. Dezember 1950 und 3. Dezember 1951 auch als Präsident vorstand. Zudem präsidierte er von 1947 bis 1950 die FDP des Kantons Tessin sowie von 1948 bis 1954 die FDP Schweiz.
Im Jahr 1954 kandidierte Pini erfolglos für den Bundesrat. Der glänzende Redner Aleardo Pini befasste sich vor allem mit schulischen und sozialen Problemen sowie jenen der Landregionen.